# Ольми, Ренато
Рена́то О́льми (итал. Renato Olmi; 12 июля 1914, Треццо-суль-Адда — 15 мая 1985, Крема) — итальянский футболист, полузащитник. Чемпион мира 1938 года.

## Карьера
Свою карьеру Ренато Ольми начал в клубе серии В «Кремонезе» в 1933 году, через два сезона он перешёл в клуб «Брешиа», где продемонстрировал высокий уровень игры, забив в 26 матчах 14 голов. В 1937 году Ольми перешёл в «Амброзиану-Интер», дебютировав в команде 12 сентября 1937 года в матче с «Луккезе», который завершился со счётом 3:3. Ольми выступал за «Интер» на протяжении 4 сезона, проведя за клуб 119 матчей и забив 1 гол, вместе с «Интером» Ольми стал дважды чемпионом Италии и завоевал 1 кубок Италии.
Из «Интера» Ольми перешёл в «Ювентус», дебютировав за клуб 12 октября 1941 года в матче с «Про Патрией», которая завершилась победой «Юве» 5:0, Ольми провёл за «Ювентус» лишь 1 сезон, сыграв 22 матча и один раз поразив ворота соперника, последний матч в составе «Старой Синьоры» Ольми сыграл 12 апреля 1942 года против «Модены» (победа «Ювентуса» 4:1). После сезона в Турине Ольми вернулся в «Интер» и отыграл там один сезон, однако в нём он только 10 раз выходил на поле, а последний матч за «Интернационале» Ольми сыграл 25 апреля 1942 года, в котором «нерадзурри» были разгромлены 1:4 «Венецией». Во время и первые годы после войны Ольми играл за «Кремонезе», а завершил он карьеру в клубе «Крема» в 1947 году.
В 1938 году Витторио Поццо взял Ольми на Чемпион мира, там Италия стала чемпионом, однако Ольми не провёл на турнире ни единого матча. В составе сборной он дебютировал 14 апреля 1940 года с Румынией, а всего провёл за сборную 3 игры.

## Статистика

### Клубная
| Статистика клубных выступлений Ренато Ольми | Статистика клубных выступлений Ренато Ольми | Статистика клубных выступлений Ренато Ольми | Статистика клубных выступлений Ренато Ольми | Статистика клубных выступлений Ренато Ольми | Статистика клубных выступлений Ренато Ольми | Статистика клубных выступлений Ренато Ольми | Статистика клубных выступлений Ренато Ольми | Статистика клубных выступлений Ренато Ольми | Статистика клубных выступлений Ренато Ольми |
| Сезон                                       | Клуб                                        | Лига                                        | Чемпионат                                   | Чемпионат                                   | Кубок                                       | Кубок                                       | Митропа                                     | Митропа                                     |                                             |
| Сезон                                       | Клуб                                        | Лига                                        | Игры                                        | Голы                                        | Игры                                        | Голы                                        | Игры                                        | Голы                                        |                                             |
| ------------------------------------------- | ------------------------------------------- | ------------------------------------------- | ------------------------------------------- | ------------------------------------------- | ------------------------------------------- | ------------------------------------------- | ------------------------------------------- | ------------------------------------------- | ------------------------------------------- |
| 1933-1934                                   | Кремонезе                                   | Серия В                                     | ?                                           | ?                                           |                                             |                                             |                                             |                                             |                                             |
| 1934-1935                                   | Кремонезе                                   | Серия В                                     | ?                                           | ?                                           |                                             |                                             |                                             |                                             |                                             |
| 1935-1936                                   | Кремонезе                                   | Серия С                                     | ?                                           | ?                                           | ?                                           | ?                                           |                                             |                                             |                                             |
| 1937-1938                                   | Брешиа                                      | Серия В                                     | 29                                          | 3                                           | ?                                           | ?                                           |                                             |                                             |                                             |
| 1937-1938                                   | Амброзиана-Интер                            | Серия А                                     | 30                                          | 0                                           | 2                                           | 0                                           |                                             |                                             |                                             |
| 1938-1939                                   | Амброзиана-Интер                            | Серия А                                     | 27                                          | 1                                           | 4                                           | 0                                           | 3                                           | 0                                           |                                             |
| 1939-1940                                   | Амброзиана-Интер                            | Серия А                                     | 23                                          | 0                                           | 1                                           | 0                                           | 2                                           | 0                                           |                                             |
| 1940-1941                                   | Амброзиана-Интер                            | Серия А                                     | 27                                          | 0                                           | 0                                           | 0                                           |                                             |                                             |                                             |
| 1941-1942                                   | Ювентус                                     | Серия А                                     | 18                                          | 1                                           | 4                                           | 0                                           |                                             |                                             |                                             |
| 1942-1943                                   | Амброзиана-Интер                            | Серия А                                     | 10                                          | 0                                           | 0                                           | 0                                           |                                             |                                             |                                             |
| 1944                                        | Кремонезе                                   | Военный чемпионат                           | ?                                           | ?                                           | 0                                           | 0                                           |                                             |                                             |                                             |
| 1945-1946                                   | Кремонезе                                   | Серия В/С                                   | ?                                           | ?                                           | 0                                           | 0                                           |                                             |                                             |                                             |
| 1946-1947                                   | Крема                                       | Серия В                                     | ?                                           | ?                                           | 0                                           | 0                                           |                                             |                                             |                                             |

### Международная
| Статистика выступлений Ренато Ольми за сборную Италии | Статистика выступлений Ренато Ольми за сборную Италии | Статистика выступлений Ренато Ольми за сборную Италии | Статистика выступлений Ренато Ольми за сборную Италии | Статистика выступлений Ренато Ольми за сборную Италии | Статистика выступлений Ренато Ольми за сборную Италии |
| Дата                                                  | Оппонент                                              | Счёт                                                  | Голы                                                  | Соревнование                                          |                                                       |
| ----------------------------------------------------- | ----------------------------------------------------- | ----------------------------------------------------- | ----------------------------------------------------- | ----------------------------------------------------- | ----------------------------------------------------- |
| 14 апреля 1940                                        | Румыния                                               | 1-1                                                   | -                                                     | Товарищеский матч                                     |                                                       |
| 5 мая 1940                                            | Германия                                              | 3-2                                                   | -                                                     | Товарищеский матч                                     |                                                       |
| 1 декабря 1940                                        | Венгрия                                               | 1-2                                                   | -                                                     | Товарищеский матч                                     |                                                       |

## Достижения
- Чемпион Италии: 1938, 1940
- Чемпион мира: 1938
- Обладатель кубка Италии: 1939